# Johnny the Homicidal Maniac
Johnny the Homicidal Maniac (deutsch etwa Johnny, der Serienmörder oder Johnny, der Amokläufer) ist eine von Jhonen Vasquez verfasste Comicserie. Die ersten, im Gothic-Magazin Carpe Noctem veröffentlichten Strips, wurden später zu einer 7-bändigen Comicserie ausgedehnt. Der Comic besitzt einen ausgeprägten schwarzen Humor, äußert an vielen Stellen jedoch auch eindeutige Gesellschaftskritik. Charakteristisch für die Serie sind ebenfalls die exzessiven Gewaltdarstellungen.

## Charaktere

### Johnny C.
Johnny C., auch Nny genannt, ist die Hauptperson der Geschichte. Er ist etwa 20 Jahre alt und ausgesprochen dünn. Wie sein Name verrät, ist er sowohl Massen- als auch Serienmörder. Sein Problem ist, dass er mit der Welt, und wie sie ihn behandelt, nicht klarkommt. Eigentlich ist er ein netter junger Mann, da er ein sehr gutes Verhältnis zu Squee pflegt (obwohl er ihn sehr oft erschrickt) und in manchen Momenten scheint es, als würde er mit dem Morden aufhören, bis sich die Handlung extrem wendet und den Leser dank Zynismus zum Schmunzeln bringt. Er wird jedoch oftmals wegen seiner Andersartigkeit, vor allem, weil er so dünn ist, von anderen Leuten ausgelacht. Seine Reaktion darauf ist, sie umzubringen. Um jedoch das Monster hinter der Wand zu besänftigen, tötet er auch schon mal unschuldige Leute, mit der Begründung, sie würden ihn früher oder später doch enttäuschen. Seine Psychose wird auch durch seine drei inneren Stimmen Doughboy, Mr Fuck und Nailbunny illustriert. Am Ende kommt die vierte Stimme hinzu, Reverend Meat. Über seine Vergangenheit ist nur wenig bekannt, im Director’s Cut des Comics wird jedoch erwähnt, dass seine Eltern ermordet wurden.

### Squee
Squee, eigentlich Todd, ist der ca. 10-jährige Nachbar von Johnny. Er ist ein leicht zu verängstigendes Kind. Sein einziger Freund scheint sein sprechender Bär Shmee zu sein, dessen Stimme nur Squee hören kann. Todds Eltern scheinen sich nicht sonderlich für ihren Sohn zu interessieren. Die Mutter erinnert sich kaum an seinen Namen und erzählt ihm, dass sie gerade dabei wäre, ihn zu ignorieren. Sein Vater sieht sein Leben durch seine Ehe und sein Kind ruiniert, was er Squee auch nicht zu verheimlichen versucht. Auch Squee bekam eine einzelne Comic-Serie, Squee betitelt.

### Devi
Devi war eine kurzzeitige Bezugsperson für Johnny. Sie arbeitete in einer Buchhandlung, in der Johnny und sie sich oft unterhielten. Nach ca. 3 Monaten lud Devi Johnny zu einem Date ein. Es war ein glücklicher Tag, doch Johnny hatte Angst vor der Tatsache, dass auch dieser Tag zu Ende gehen wird. Er wollte den Moment unendlich machen, d. h., er wollte Devi töten. Devi entkam ihm knapp, doch seit diesem Erlebnis ist sie nahezu ein psychisches Wrack. Ihr von vorneherein gestörtes Verhältnis zu Jungen bekam hiermit eine dramatische Wende. Obwohl Johnny sich mit einfühlsamen Worten telefonisch bei ihr entschuldigte, schrie sie ihn an und legte auf.
Es gibt ein weiteres Comicheft, in dem sie auftaucht, nämlich I Feel Sick.

## Zeichenstil
Jhonens Zeichenstil ist eher düster. Die Farben halten sich in schwarz und weiß, schattiert wird großflächig mit Tusche. Auffallend ist auch die sehr feine Strichführung, wie zum Beispiel die hölzernen Bodendiehlen, die einzeln mit einem Holzmuster gezeichnet sind. Wie in Comics üblich, übertreibt die Mimik sehr, jedoch findet man keine unnatürliche Bewegung der Figuren. In vielen Bildern findet man auch Kommentare, wann Vasquez mit dem Zeichnen fertig war, was er gerade denkt oder Nonsens. Die meisten Figuren sind sehr dünn und tragen Kleidung im Gothic-Stil.

## Nebencharaktere

### Jimmy
Jimmy ist ein großer Fan Johnnys und nennt sich „Darkness“. Er verehrt ihn und will ihn beim Morden unterstützen. In der Hoffnung, Johnny würde ihn als Schüler aufnehmen, fertigt er ihm ausgefallene Waffen. Später tötet Johnny ihn jedoch mit den von ihm gefertigten Waffen in seinem Keller, da er herausfindet, dass Jimmy ein Mädchen vergewaltigt und ermordet hat.

### Tess
Tess war die Freundin eines der Opfer von Johnny. Nachdem dieses jedoch, erst durch Johnny und dann durch das Monster in der Wand getötet und zerhackstückelt wurde, war sie darüber sehr glücklich. Wie alle Charaktere der Serie hat auch sie ein Trauma, nämlich das, dass sie nie dauerhafte Freunde hatte (auch dadurch, dass die Eltern oft umzogen), und sich nun mit jedem abgibt, den sie trifft, egal wie mies er auch sein mag.

### Devis Freundin
Devi hat eine gute Freundin, die ihr helfen will, sich wieder ins Leben einzugliedern, zum Beispiel dadurch, dass sie, um reinen Tisch zu machen, bei Johnny anruft. Dieses Telefonat verunsichert sie aber nur noch mehr, da sie mit anhören muss, wie Johnny erschossen wird. Sie hat immer ein kleines Gummispielzeug dabei, das quiekende Geräusche von sich gibt. Dieses gibt es auch auf der Seite des Verlages zu kaufen.

## Johnnys Stimmen

### The Doughboys
Die Doughboys sind ehemalige Werbeaufsteller in der Gestalt zweier Schweine, die die zwiegespaltene Schlechtigkeit innerhalb Johnnys darstellen. Im Verlauf des Comics jedoch ergreift das Monster hinter der Wand immer mehr Besitz von ihnen, was ihnen alsbald erlaubt, sich frei zu bewegen.

#### Psychodoughboy
Psychodoughboy, alias D-Boy, ist die Stimme in Johnny, die ihn versucht, in den Selbstmord zu treiben, was ihr des Öfteren auch fast gelingt. Er hat kein Bedürfnis, alleine zu leben, und als „Die Wand“ ihn wieder zu sich nimmt, ist er sehr, sehr glücklich.

#### Mr. Fuck
Mr. Fuck, alias Mr. Eff, ist die Stimme von Johnny, die ihn immer wieder zu Blut- und Gewalttaten hinreißt. Er hasst D-Boy, genauso wie dieser ihn. Sein größter Wunsch ist es, sich losgelöst von seinem Meister bewegen zu können, in dem Directors Cut wird es als eine Art „Pinocchio-Komplex“ bezeichnet.

### Nailbunny
Die einzige Stimme der Vernunft in seinem Kopf. Johnny hatte dieses Kaninchen vor Jahren in einem Tiergeschäft gekauft. Nach einmaligem Füttern nagelte er es jedoch an die Wand. Es versucht später gegen die anderen Stimmen anzukämpfen und Johnny vom Selbstmord abzuhalten.

### Reverend Meat
Er ist die Stimme, die, nach der Auflösung der Doughboys, seine oft verleugneten körperlichen Triebe wieder in den Vordergrund stellt. Bezeichnend dafür ist die Aufschrift „Obey“ (Gehorche), die sein Oberteil ziert. Reverend Meat versucht Johnny zum fühlen zu bringen, nachdem dieser (vergeblich) versucht, so „kalt wie eine Kakerlake“ zu werden.

## Das Haus
Das Haus spiegelt Johnnys Psyche wider. Genau wie sein Inneres ist es zerfallen, kaputt und schmutzig. Als ein Türprediger sich auf ein Gespräch mit Johnny einlassen will und mit ihm versucht, über Gott und den Himmel zu reden, deutet Johnny auf das Innere seiner Wohnung und fragt ihn hämisch: „Sieht dies wie der Himmel aus?“ Zu sehen sind eine kaputte Lampe, die blutverschmierte Wand und ein Strick.
Es kann auch, vor allem durch die Wand, als Johnnys Psychose gesehen werden, in der er praktisch gefangen ist. Die Wand stellt somit den bösen Trieb dar, durch den er zum Mörder wurde. Dazu würde auch passen, dass er, wie er selbst sagt, keine Ahnung hat, wie er in das Haus gekommen ist, oder was sich seiner bemächtigt hat. Nicht passend ist die Tatsache, dass auch andere dieses Haus und die Wand sehen können. Letztlich kann das Haus somit ein Punkt für Spekulationen bleiben, da niemand genau weiß, was es ist.

### Die Wand
Hinter einer Wand in Johnnys Haus befindet sich die Heimat eines Monsters, das zum größten Teil aus Tentakeln besteht. Die Wand muss immer mit frischem Blut gestrichen werden, da sie sonst durchsichtig wird und das Monster zum Vorschein kommt, was einmal auch tatsächlich passiert. Man kann sie als Trieb betrachten, der durch das Blut befriedigt wird. Und wenn dies nicht passiert, dann dreht Johnny durch.

### Untere Etagen
Die unteren Etagen bilden einen Folterkeller, in dem Johnny seine Opfer quält. Es finden sich dort sehr viele alte oder obskure Maschinen, wie zum Beispiel eine Eiserne Jungfrau oder eine Vorrichtung, in die man eingesperrt wird, zu dem Zwecke, dass der Kopf platzt. Es finden sich dort auch sehr viele schwarzhumorige Plakate mit den Aufschriften „To the petting Zoo“ und „If you can read this, you are probably not dead“. Johnny bemerkt, dass die Etagen schon vor seinem Leben im Haus vorhanden waren. Außerdem grub er einen Tunnel zu Squee, um nicht immer durch das Fenster einbrechen zu müssen.

## Setting
Die Geschichte spielt in einer typischen amerikanischen Stadt, die voller Leute ist, welche Johnny etwas Böses wollen. Der größte Teil der Geschichte spielt allerdings in und um Johnnys Haus, beziehungsweise einmal auch im Himmel und in der Hölle.